# Museo archeologico nazionale dell'agro picentino
Le Museo archeologico nazionale dell'agro picentino est un musée archéologique situé à Pontecagnano Faiano dans la province de Salerne en Campanie.

## Le matériel exposé
Le musée abrite le matériel provenant des fouilles d'un habitat antique de l'époque villanovienne (peut-être appelé Amina sur lequel prit corps Picentia à l'époque romaine) ainsi que les trousseaux funéraires d'environ 9 000 tombes des nécropoles mises au jour dans la zone, datables du 3000 av. J.-C. au IIIe siècle,.
Le parcours scénographié Gli etruschi di frontiera (« Les Étrusques de frontière ») est organisé en six sections :
- La préhistoire - Âge du bronze (3500 - 2300 av. J.-C.)
- Le premier âge du fer (IXe – VIIIe siècle av. J.-C.)
- La cité de principes  -  Période orientalisante (dernier quart du VIIIe – VIIe siècle av. J.-C.)
- La cité archaïque (VIe siècle av. J.-C.)
- Les  époques classique et hellénistique (Ve – IVe siècle av. J.-C.)
- L'époque romaine (IIIe siècle av. J.-C. -  Ve siècle)

## Sources
- (it) Cet article est partiellement ou en totalité issu de l’article de Wikipédia en italien intitulé « Museo archeologico nazionale di Pontecagnano » (voir la liste des auteurs).